# ETH-Bereich
Der ETH-Bereich (französisch Domaine des EPF, italienisch Settore dei PF, rätoromanisch Sectur da las SPF) ist die übergeordnete Zusammenfassung der technisch-wissenschaftlichen Universitäten und Forschungsanstalten, die von der Schweizerischen Eidgenossenschaft geführt werden. Ihm gehören die Eidgenössische Technische Hochschule Zürich (ETHZ), die École polytechnique fédérale de Lausanne (EPFL/ETHL), das Paul Scherrer Institut (PSI), die Eidgenössische Forschungsanstalt für Wald, Schnee und Landschaft (WSL), die Eidgenössische Materialprüfungs- und Forschungsanstalt (Empa) und die Eidgenössische Anstalt für Wasserversorgung, Abwasserreinigung und Gewässerschutz (Eawag) an. Führungsorgan des ETH-Bereichs ist der Rat der Eidgenössischen Technischen Hochschulen (ETH-Rat, bis 1993: Schweizerischer Schulrat).

## Stellung innerhalb des Bundes
Der ETH-Bereich ist dem Eidgenössischen Departement für Wirtschaft, Bildung und Forschung zugeordnet. Mit der Verwendung des Begriffs «Zuordnung» anstelle desjenigen der «Unterstellung» wird gemäss Botschaft des Bundesrates zum Ausdruck gebracht, dass der ETH-Bereich organisatorisch ausserhalb der zentralen Bundesverwaltung steht. Der ETH-Bereich regelt seine Belange im Rahmen des ETH-Gesetzes (SR 414.110), das die rechtliche Grundlage des ETH-Bereichs bildet, selbstständig.
Der Anhang der Regierungs- und Verwaltungsorganisationsverordnung (SR 172.010.1) und die Organisationsverordnung für das Eidgenössische Departement des Innern (SR 172.212.1) bezeichnen den ETH-Bereich als Verwaltungseinheit der dezentralen Bundesverwaltung.
Der Bundesrat formuliert die Leitlinien, Ziele und Massnahmen seiner Bildungs- und Wissenschaftspolitik für eine Periode von jeweils vier Jahren in der Botschaft über die Förderung von Bildung, Forschung und Innovation (BFI-Botschaft). Die Federführung bei der Erarbeitung der BFI-Botschaft liegt beim Staatssekretariat für Bildung, Forschung und Innovation, die betroffenen Bereiche (ETH-Bereich, Universitäten, Fachhochschulen, Schweizerischer Nationalfonds, Kommission für Technologie und Innovation etc.) werden bei der Erarbeitung stark miteinbezogen. Der ETH-Rat bringt dabei seine eigene Strategische Planung für den ETH-Bereich ein.
Im Rahmen der BFI-Botschaft erteilt der Bundesrat dem ETH-Bereich einen Leistungsauftrag für jeweils vier Jahre. Das Parlament bewilligt dazu einen Zahlungsrahmen für Betrieb und Investitionen des ETH-Bereichs. Auf dieser Grundlage führt der ETH-Rat die Institutionen des ETH-Bereichs; er schliesst dafür mit jeder Institution eine Zielvereinbarung ab. In der Leistungsperiode 2013 bis 2016 beträgt der vom Bundesparlament genehmigte Zahlungsrahmen für den ETH-Bereich 9‘583,9 Mio. CHF.

## ETH-Rat

Logo des ETH-Rats

Der ETH-Rat (französisch Conseil des EPF, italienisch Consiglio dei PF, rätoromanisch Cussegl da las SPF) legt als strategisches Führungsorgan des ETH-Bereichs unter anderem die strategische Ausrichtung des Bereichs fest, übt die Aufsicht über den ETH-Bereich aus, teilt den einzelnen Institutionen die Mittel des Bundes zu und wählt die Professoren der ETH Zürich und der EPFL. Präsident des ETH-Rats ist seit 1. Februar 2020 Michael Hengartner, sein Vorgänger war Fritz Schiesser.

### Mitglieder
Der ETH-Rat setzt sich aus folgenden Personen zusammen (Stand: Januar 2025):
| Position        | Name                                | Bemerkung                                                             |
| --------------- | ----------------------------------- | --------------------------------------------------------------------- |
| Präsident       | Michael Hengartner                  | vormals Rektor Universität Zürich und Präsident swissuniversities     |
| Vizepräsidentin | Pascale Bruderer                    | Unternehmerin und unabhängige Verwaltungsrätin                        |
|                 | Joël Mesot                          | Präsident ETH Zürich                                                  |
|                 | Anna Fontcuberta i Morral           | Präsidentin EPFL                                                      |
|                 | Christian Rüegg                     | Vertreter der Forschungsanstalten                                     |
|                 | Kristin Becker van Slooten          | Delegierte der Hochschulversammlungen ETH Zürich und EPFL             |
|                 | Marc Bürki                          | CEO Swissquote                                                        |
|                 | Beatrice Fasana                     | Managing Director der Sandro Vanini SA                                |
|                 | Susan Gasser                        | ehem. Direktorin Friedrich Miescher Institute for Biomedical Research |
|                 | Christiane Leister († 1. März 2025) | Inhaberin der Leister-Gruppe                                          |
|                 | Cornelia Ritz Bossicard             | Wirtschaftsprüferin und Auditorin                                     |

### Ehemalige Mitglieder
Ehemalige Mitglieder des ETH-Rates bzw. des Schweizerischen Schulrates:
| Name               | Position                                    | Amtszeit  |
| ------------------ | ------------------------------------------- | --------- |
| Johann Konrad Kern | 1. Präsident des Schweizerischen Schulrates | 1854–1857 |
| Karl Kappeler      | 2. Präsident des Schweizerischen Schulrates | 1857–1888 |
| Hermann Bleuler    | 3. Präsident des Schweizerischen Schulrates | 1888–1905 |
| Robert Gnehm       | 4. Präsident des Schweizerischen Schulrates | 1905–1926 |
| Arthur Rohn        | 5. Präsident des Schweizerischen Schulrates | 1926–1948 |
| Hans Pallmann      | 6. Präsident des Schweizerischen Schulrates | 1949–1965 |

### Aufgaben

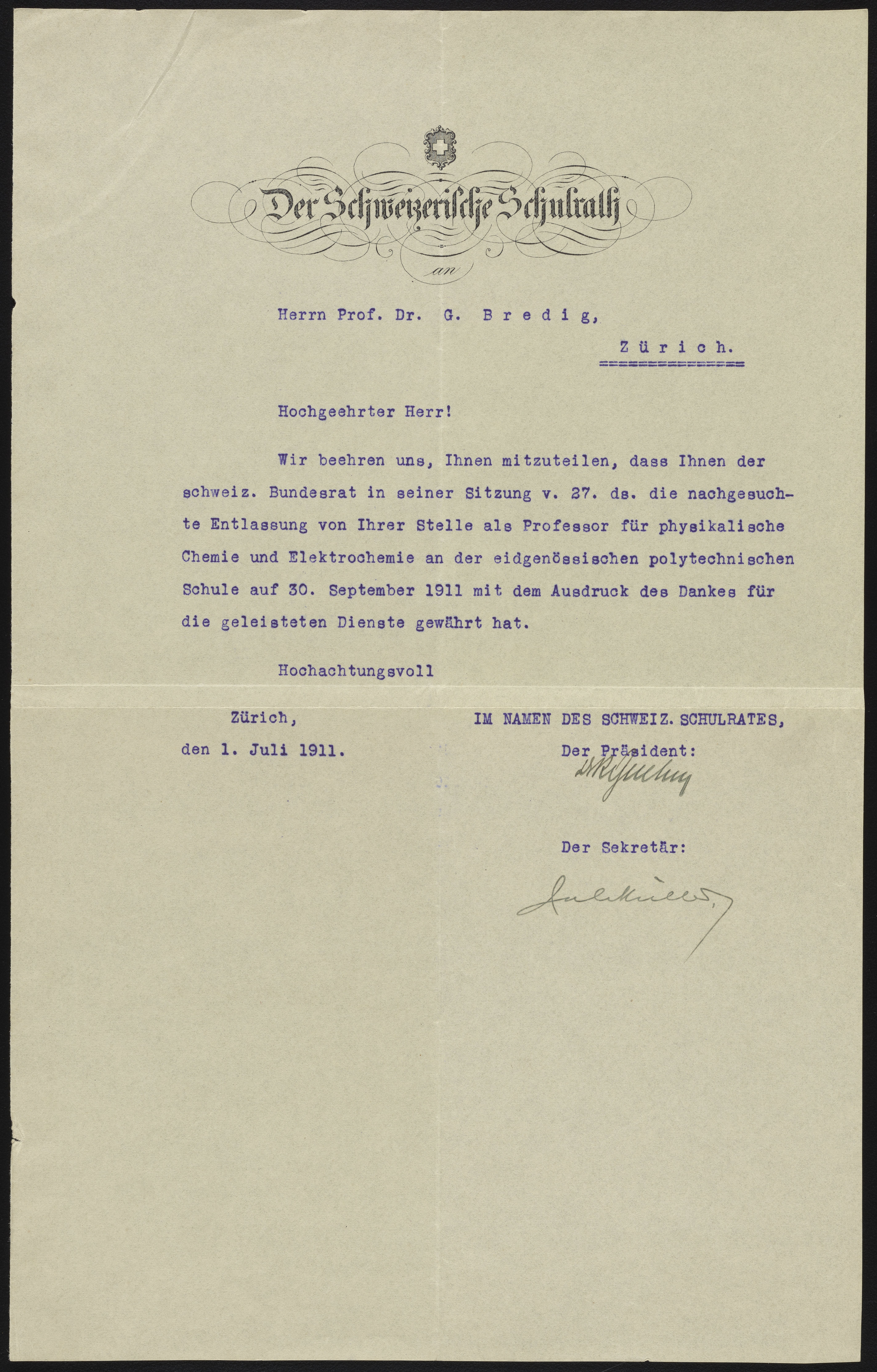
Brief vom Schweizerische Schulrath (früherer Name des ETH-Rat) an den Chemiker Georg Bredig (1911)

Der ETH-Rat ist verantwortlich für die strategische Führung des ETH-Bereichs innerhalb der im Leistungsauftrag vom Bund vorgegebenen Ziele. Aufbauend darauf sowie im Dialog mit den Institutionen des ETH-Bereichs erarbeitet der ETH-Rat die Strategische Planung und begleitet deren Umsetzung.
Weitere Kernaufgaben des ETH-Rats sind die längerfristige Finanz- und Investitionsplanung, die Zuteilung der von den eidgenössischen Räten bewilligten Mittel auf die beiden ETH und die vier Forschungsanstalten, die Budgetvorgaben sowie die Erstellung des konsolidierten Voranschlages und der konsolidierten Rechnung des ETH-Bereiches. Zudem werden in Zusammenarbeit mit den Institutionen des ETH-Bereichs Entwicklungspläne erstellt, aufgrund welcher Zielvereinbarungen abgeschlossen werden. Er ist ausserdem im Auftrag des Bundes verantwortlich für das strategische Immobilienmanagement im ETH-Bereich.
Der ETH-Rat kann Verordnungen, Weisungen und Richtlinien erlassen oder Anträge für Gesetzesanpassungen stellen. Zudem nimmt er Stellung zur Rechtsetzung des Bundes und der Institutionen des ETH-Bereichs.
Als strategisches Führungsorgan überwacht der ETH-Rat die Erreichung der vereinbarten strategischen Ziele der Institutionen. Er übt die Aufsicht über den ETH-Bereich aus und verdichtet die Resultate seiner Aufsichtsarbeit in einem jährlichen Geschäftsbericht sowie einem Schlussbericht am Ende der vierjährigen Leistungsperiode.
Bis zur Gründung der Direktion für Entwicklung und Zusammenarbeit (DEZA) im Jahre 1961 koordinierte der Schweizerische Schulrat die gesamte Entwicklungshilfe für den Schweizer Bundesstaat.

### Überprüfung der Strukturen 2007–2010
Im Jahr 2007 gerieten der ETH-Rat und insbesondere dessen damaliger Präsident Zehnder wegen der Mittelzuteilung und der Vorbereitung der Wahl des Präsidenten der ETH Zürich in die Kritik. Der Nationalrat überwies daraufhin ein Postulat, das die Überprüfung der Führungsstruktur des ETH-Bereichs verlangt.
Die institutionellen Fragen zur Funktionsweise des ETH-Rates wurden 2010 von der Geschäftsprüfungskommission des Nationalrates (GPK-N) zurückgestellt. Hingegen untersuchte sie im Jahr 2010 die Probleme bei der Führung des Personals des Stabs des ETH-Rats. Dabei ging es um eine erhöhte Personalfluktuation, eine Häufung von Krankheitsfällen sowie darum, dass verschiedene Mitarbeitende nach externer Unterstützung (medizinischer, psychologischer und juristischer Natur) suchten.
Die GPK-N veröffentlichte die Ergebnisse ihrer Untersuchung im Jahresbericht 2010 der Geschäftsprüfungskommissionen und der Geschäftsprüfungsdelegation der eidgenössischen Räte vom 27. Januar 2011. Darin stellte sie fest, dass alt Ständerat Fritz Schiesser 2007 vom damaligen Vorsteher des schweizerischen Innendepartements (EDI), alt Bundesrat Pascal Couchepin (FDP), als ETH-Ratspräsident vorgeschlagen worden war, um die Schwierigkeiten im ETH-Rat und in dessen Stab zu schlichten. Die GPK-N fand bestätigt, dass das Ausmass und die Art der Schwierigkeiten aussergewöhnlich waren. Sie hielt aber auch fest, dass seit 2009 im ETH-Rat und in seinem Stab ein Wandel des Führungs- und Kommunikationsstils stattgefunden habe.